# Трахеомаляция
Трахеомаляция — это патологическое состояние, при котором стенки трахеи становятся чрезмерно мягкими и податливыми из-за недостаточной жёсткости хрящевых колец. Это приводит к сужению просвета дыхательных путей, особенно при выдохе, что может вызывать трудности с дыханием, хрипы, кашель и рецидивирующие инфекции дыхательных путей.

## Классификация
Выделяют две основные формы трахеомаляции:
- Врожденная трахеомаляция — развивается из-за нарушений формирования трахеальных хрящей во внутриутробном периоде. Может быть изолированной или сочетаться с другими аномалиями, такими как врожденные пороки сердца, синдром Дауна, трахеоэзофагеальная фистула и др.
- Приобретённая трахеомаляция — возникает вследствие травм, длительной интубации, компрессии трахеи опухолями или сосудистыми структурами, а также при хронических воспалительных заболеваниях.

Также трахеомаляцию делят по степени тяжести (лёгкая, средняя, тяжёлая) и локализации поражения (цервикальная, грудная часть трахеи или диффузная форма).

## Симптомы
- Свистящее дыхание (стридор)
- Хронический кашель
- Затруднение дыхания, особенно при выдохе
- Рецидивирующие бронхиты и пневмонии
- Цианоз и апноэ (в тяжёлых случаях)

## Диагностика
Основные методы диагностики:
- Бронхоскопия — «золотой стандарт» для визуальной оценки податливости стенок трахеи.
- Компьютерная томография (КТ) с мультипланарной реконструкцией.
- Функциональные дыхательные тесты — могут показать обструктивные изменения.

## Лечение
Выбор лечения зависит от степени тяжести:
- Консервативное лечение — в лёгких случаях: наблюдение, позиционная терапия, бронхолитики, лечение сопутствующих заболеваний.
- Хирургическое лечение — в тяжёлых случаях: установка трахеостомы, стентирование трахеи, аортопексия (при внешней компрессии).
- Респираторная поддержка — в виде СИПАП-терапии или вентиляции лёгких при дыхательной недостаточности.

## Прогноз
У большинства детей с лёгкой формой врождённой трахеомаляции симптомы со временем ослабевают по мере укрепления трахеальных хрящей. В тяжёлых случаях без лечения возможны серьёзные осложнения, включая хроническую гипоксию и дыхательную недостаточность.